# Vaudemange
Vaudemange je francouzská obec v departementu Marne v regionu Grand Est. Žije zde 340 obyvatel.

## Geografie

### Sousední obce
| Růžice kompasu | Trépail  | Billy-le-Grand |                   | Růžice kompasu |
| Růžice kompasu | Ambonnay | Sever          | Livry-Louvercy    | Růžice kompasu |
| Růžice kompasu | Ambonnay | Vaudemange     | Livry-Louvercy    | Růžice kompasu |
| Růžice kompasu | Ambonnay | Jih            | Livry-Louvercy    | Růžice kompasu |
| Růžice kompasu | Isse     | Aigny          | Les Grandes-Loges | Růžice kompasu |